# Comeback Kid
Comeback Kid és un grup canadenc de música hardcore punk de Winnipeg. El seu nom prové del titular d'un diari sobre el jugador d'hoquei sobre gel Mario Lemieux quan tornava a la NHL. La banda va ser formada el 2000 per Andrew Neufeld, Jeremy Hiebert, Scott Wade i Kyle Profeta.

## Discografia
- 2003: Turn It Around (Facedown Records)
- 2005: Wake the Dead (Victory Records)
- 2007: Broadcasting... (Victory Records)
- 2010: Symptoms + Cures (Victory Records)
- 2014: Die Knowing (Victory Records)
- 2017: Outsider (Nuclear Blast)
- 2022: Heavy Steps (Nuclear Bast)[3]